# Мурадов, Гафлан Мамедрза оглы
Гафлан Мамедрза оглы Мурадов (азерб. Qaflan Məmmədrza oğlu Muradov; 22 марта 1890, Мурадбейли, Агдамский район — 14 апреля 1970, Агдам) — азербайджанский и советский актёр театра. Заслуженный артист Азербайджанской ССР (1940), автор воспоминаний. Младший брат актёра Мурада Мурадова.

## Жизнь и творчество
Гафлан Мамедрза оглы Мурадов родился 22 марта 1890 года в селе Мурадбейли Шушинского уезда Елизаветпольской губернии (ныне — в Агдамском районе Азербайджана). В 1907 году поступил в двуклассную русско-татарскую школу в Агдаме.
В 1908 году на сцене школы под руководством её директора Ахмеда Аббасова был впервые поставлен спектакль по комедии Наджаф-бека Везирова «Из под дождя, да под ливень». Гафлан Мурадов, будучи учеником школы, исполнил роль девушки Йетер. Первая постановка вызвала большой резонанс в местном обществе. Ахмед Аббасов и творческий коллектив стали мишенями для нападок со стороны невежественных людей. Сам Мурадов подвергался насмешкам на улице, его называли «Гыз Гафлан» (девочка Гафлан). Но всё это не отбило у молодого актёра любовь к сцене.
В 1910 году Абдуррагим-бек Ахвердиев создаёт в Агдаме новый театральный коллектив, с помощью которого ставит пьесы, как «Голодные простаки», «Разорённое гнездо», Мусье Жордан и дервиш Масталишахе Мирзы Фатали Ахундова и другие. В этих спектаклях женские роли (Соны и Шахрабану) играл Гафлан Мурадов. Играя роль Соны, Мурадов одевался в одежду своей матери, а во время исполнения роли Шахрабану — старшей сестры, за что неоднократно подвергался порицаниям. Как позже вспоминал Гафлан Мурадов, энтузиасты театра по инициативе драматурга-режиссёра Ахвердиева собирали по домам костюмы для спектакля, а сам Мурадов в роли Соны ханум выступал в платье своей матери Имми ханум. Даже в гриме актёр воспроизвел её черты настолько реалистично, что присутствовавший на спектакле один из родственников закричал «Что здесь ей надо!», но его быстро успокоили, сказав, что это Гафлан. Мурадов позднее вспоминал:
По возвращении домой меня не только отменно ругали, но даже побили.
Через некоторое время Ахвердиев создаёт театральный коллектив в Шуше, куда привлекает, таких актёров как Ахмед Агдамский, Хосров Мамаев, Гусейнкулу Сарабский, Гарагёз Зульфугаров и Иса Шушинский. Гафлан Мурадов вместе с рядом артистами также приезжает из Агдама в Шушу и присоединяется к труппе. Мурадов исполняет такие роли как роль Санам («Не та, так эта» Узеира Гаджибекова), Пирзады («Женатый холостяк» Зульфугара Гаджибекова), мать Меджнуна («Лейли и Меджнун» Узеира Гаджибекова) и др. Определёнными советами помогал Гафлану его брат, также актёр, Мурад Мурадов, познакомивший его с такими артистами, как Аббас Мирза Шарифзаде, Ульви Раджаб, Мирзага Алиев, Абульгасан Анаплы, Али Гурбанов и др. Всё это сыграло большую роль в становлении Мурадова как актёра. Летом труппа ставила спектакли в Шуше, а зимой — в Агдаме и Ханкенди.
В 1915 году Мурадов добровольцем вступил в воинскую часть в Шуше, где также занимался художественным творчеством. В 1917 году он основал в Барде театральный кружок и руководил спектаклями. В 1918 году Мурадов уволился с военной службы, вернулся в Агдам и вновь стал играть на сцене.
После падения АДР в 1920 году Гафлан Мурадов вместе со своим другом Ахмедом Агдамским вернулся в Агдам. Здесь они в 1923 году при Рабоче-крестьянском клубе создают театральную труппу, куда входят также Джамиль Мурадов, Хосров Мамаев, Гейдар Шамсизаде, Бахши Галандарлы, Аяз Кочeрли, Алескер Мамедов и др. Труппа ставила пьесы Ф. Шиллера, М. Ф. Ахундова, Н. Везирова и У. Гаджибейли. Труппа ставила спектакли даже в самых удаленных населенных пунктах Карабаха.
В 1937 году, когда Агдамский театр получил статус государственного драматического театра, Гафлан Мурадов уже был известным в народе артистом. Благодаря этому, всего через три года работы в этом театре в 1940 году он был удостоен звания Заслуженный артист Азербайджанской ССР.
На сцене Агдамского театра Мурадов исполнял как комедийные роли, так и драматические. В 1941 году в возрасте 19 лет умирает старший сын актёра Тофиг. Через три дня же актёр выходит на сцену в образе отца Меджнуна, отказавшись от переноса спектакля, и, будучи на сцене, оплакивает кончину своего сына, как и свой герой.
Более 60 лет своей 80-летней жизни Мурадов посвятил театру. К началу 1966 года на счету Мурадова было уже около 5 тысяч выступлений на сцене и он был занят во всех 19 спектаклях Агдамского театра, на сцене которого выступал тогда. В годы работы в Агдамском театре, Мурадов также выступал на сцене Физулинского государственного драматического театра и в различных других труппах.
Мурадов также воспитал более 200 артистов, среди которых были Симузар Атамова, Бекир Гашимов, Ариф Бабаев, работавшие на сцене Театра оперы и балета, и многие другие, игравшие на профессиональной и любительской сцене.
Скончался Гафлан Мурадов 14 апреля 1970 года в городе Агдам. Его имя упомянуто в статье об Агдамском драматическом театре в I томе Азербайджанской советской энциклопедии.

## Роли в театре
Агдамская русско-татарская школа (1908)
- Йетер — «Из под дождя, да под ливень» (Наджаф-бек Везиров)

Театральная труппа в Агдаме и Шуше (1910—1915)
- Сона — «Разорённое гнездо» (Абдуррагим-бек Ахвердиев)
- Шахрабану — Мусье Жордан и дервиш Масталишах (Мирза Фатали Ахундов)
- Санам — «Не та, так эта» (Узеир Гаджибеков)
- Пирзады — «Женатый холостяк» (Зульфугар Гаджибеков)
- мать Меджнуна — «Лейли и Меджнун» (Узеир Гаджибеков)

Агдамский драматический театр (1923—1970)
- Керемов — «Свадьба» (Сабит Рахман)
- Мешади Ибад — «Не та, так эта» (Узеир Гаджибеков)
- Султанбек — «Аршин мал алан» (Узеир Гаджибеков)
- Гаджи Гара — «Приключения скряги» (Мирза Фатали Ахундов)
- отец Меджнуна — «Лейли и Меджнун» (Узеир Гаджибеков)
- Атакиши — «Севиль» (Джафар Джаббарлы)
- Алтунбай — «Невеста огня» (Джафар Джаббарлы)
- Кербалаи Гаджи — «Женатый холостяк» (Зульфугар Гаджибеков)
- Видади — «Вагиф» (Самед Вургун)
- Гёюш-киши — «Катыр Мамед» (Зейнал Халил)
- Вейсал Мирза — «Весна» (Мамедгусейн Тахмасиб)
- Гасанов — «Жизнь» (Мирза Ибрагимов)
- Ягор — «Честь» (Георгий Мдивани)
- Нияз — «Волшебница Пери» (Абдуррагим-бек Ахвердиев)
- Тахмас — «Надир-шах» (Нариман Нариманов)
- Дурсунали — «Дурсунали и Баллыбады» (Султан Меджид Ганизаде)

## Воспоминания
- Мурадов Г. Маленькое воспоминание об А. Ахвердове. — Архив театрального музея Азербайджана, папка № 5.[9]